# Judrėnai
Judrėnai is een plaats in het Litouwse district Klaipėda. De plaats telt 531 inwoners (2001).